# Pterocles namaqua
La ganga namaqua (Pterocles namaqua) es una especie de ave pterocliforme de la familia Pteroclididae. Vive en las regiones áridas del suroeste de África.

## Distribución y hábitat
La ganga namaqua se encuentra en Angola, Namibia, Zimbabue, Botsuana, Lesoto y Sudáfrica. Es común dentro de su área de distribución y se considera de Preocupación Menor en la Lista Roja de la UICN de Especies Amenazadas. Se encuentra en zonas de baja precipitación donde predomina la arena y la grava, llanuras de hierba y vegetación árida. En la parte norte de su distribución, la ganga namaqua es residente permanente, pero las poblaciones del sur hacia el norte son migratorias, se desplazan a Namibia y Botsuana.